# Arquidiócesis de Lund (antigua)
La arquidiócesis de Lund (en latín: Archidioecesis Lundensis, en danés: Lunds Stift y en sueco: Lunds stift) fue una circunscripción eclesiástica de la Iglesia católica en Dinamarca, en territorio que hoy pertenece a Suecia. Fue suprimida el 2 de septiembre de 1537 por decisión del rey de Dinamarca y Noruega y suplantada por una superintendencia luterana, quedó suprimida de hecho como católica al fallecer su último arzobispo católico el 6 de enero de 1553. Se trataba de una arquidiócesis latina, sede metropolitana de la provincia eclesiástica de Lund y primada de Dinamarca.

## Territorio y organización
La arquidiócesis extendía su jurisdicción sobre los fieles católicos de rito latino residentes en la parte meridional de Suecia, es decir las provincias de Escania, Halland y Blekinge, y además la isla de Bornholm en Dinamarca. Su territorio sueco desde el 29 de junio de 1953 está incluido en la diócesis de Estocolmo, mientras que la isla de Bornholm desde el 29 de abril de 1953 es parte de la diócesis de Copenhague. 
La sede de la arquidiócesis se encontraba en la ciudad de Lund, en donde se halla la Catedral de San Lorenzo, consagrada el 1 de septiembre de 1145 por el arzobispo Eskil, y que hoy pertenece a la Iglesia de Suecia.
La arquidiócesis tenía como sufragáneas (al momento de su supresión) a las diócesis de Aarhus, Børglum, Odense, Ribe, Roskilde, Schleswig y Viborg.

## Historia
La diócesis de Lund fue erigida en 1060 por el rey Svend II de Dinamarca con parte del territorio de la diócesis de Roskilde. Originalmente era sufragánea de la arquidiócesis de Hamburgo-Bremen, la Iglesia madre del norte de Europa, de donde partieron los misioneros para la evangelización de esas tierras y que en 1053 extendió su jurisdicción hasta el océano Ártico.
En 1067 incorporó los territorios de Blekinge y de Bornholm de la suprimida diócesis de Dalby, erigida en 1060 por el rey Svend II, separando territorio de la diócesis de Roskilde. El único obispo de esta sede, Egino, fue consagrado por Adalberto de Bremen y hacia 1065 fue elegido obispo de Lund.
Ya en 1052/1053 el rey danés Sven Estridsson había solicitado una provincia eclesiástica separada para su reino. En una peregrinación a Roma a principios del siglo XII el rey Erico I de Dinamarca, en el contexto de la Querella de las investiduras, obtuvo del papa Pascual II la erección de Lund como sede metropolitana de todos los países del norte de Europa. En 1103 el cardenal legado pontificio Alberich elevó al obispo Asker de Lund al rango de primer metropolitano, poniendo fin a la jurisdicción de Bremen sobre las diócesis del norte de Europa. La metrópolis de Lund tenía jurisdicción sobre un territorio inmenso, que incluía Dinamarca, Suecia, Finlandia, Noruega, Islandia, Groenlandia, así como las islas del norte de Escocia. 
Antes de 1085 se construyó una catedral en Lund, pero es difícil saber si el templo actual está localizado en el mismo sitio. El altar mayor de la cripta de la nueva catedral fue consagrado en 1123 y la catedral y el altar mayor fueron consagrados a san Lorenzo el 1 de septiembre de 1145 por el arzobispo Eskil.
Tras el Concordato de Worms de 1122 que puso fin al conflicto entre el Papado y el Imperio, en el I Concilio de Letrán el arzobispo Adalberto II de Hamburgo-Bremen inició un proceso en 1123 debido al acortamiento de sus derechos metropolitanos por la erección de la arquidiócesis de Lund. A petición del emperador Enrique V el papa Calixto II le confirmó nuevamente en 1133 la jurisdicción sobre Noruega (incluidas las islas Orcadas) y Suecia (incluidas Dinamarca y sus islas). El emperador Lotario III incluso logró la abolición de las provincias eclesiásticas de Lund y de Gniezno por el papa Inocencio II en 1134. Pero en 1152-1154 el papa Eugenio III envió al cardenal legado Nicholas Breakspear (futuro papa Adriano IV) a Escandinavia, y Lund volvió a convertirse en arzobispado y lo siguió siendo hasta la Reforma.
La erección de las arquidiócesis de Nidaros (1152) y de la Upsala (1164) redujo en gran medida la jurisdicción de Lund. La diócesis de Reval (actual Tallin) se erigió después de la conquista danesa de las partes del norte del territorio de Estonia (Harrien, Järva, Virumaa) en 1219 y fue parte de la provincia eclesiástica de Lund hasta 1374.
Mediante la bula In eminenti de noviembre de 1198 el papa Inocencio III concedió a los arzobispos de Lund el título de primado de Dinamarca y Suecia (Primas Dania et Sueciae), y como legado pontificio era el encargado de consagrar al arzobispo de Upsala y de entregarle el palio. En 1315 el arzobispo de Upsala Olov Björnsson fue el último ordenado en Lund, aunque el arzobispo de Lund retuvo el título de Primas Sueciae hasta la Reforma, ya no tenía ningún significado. El arzobispo Jöns Bengtsson obtuvo en 1457 el permiso para usar el título de Primas Sueciae como arzobispo de Upsala.
El arzobispo de Lund se convirtió en el obispo más rico del Reino de Dinamarca, sobre todo porque los reyes dieron grandes cantidades de propiedades y privilegios a los arzobispos. Durante los dos primeros arzobispos, Asser y Eskil, que eran ambos de la familia Thrugot, a veces tomaron un curso político independiente en relación con los reyes, mientras que los dos siguientes arzobispos que eran de la familia Hvide, Absalon y Anders Sunesen, fueron leales partidarios de los reyes. De 1254 a 1319, por otro lado, Jakob Erlandsen, Jens Grand y Esger Juul lucharon a intervalos de algunos años para liberar en la medida de lo posible al arzobispo y a la Iglesia de la supremacía del rey. Los arzobispos de finales de la Edad Media solían ser nombrados por instigación real y luego cooperaban lealmente con el rey, aunque también ocupaban roles de liderazgo en el consejo real y, por lo tanto, en su política hacia el poder real. 

### Reforma y supresión
En 1525 Hans Tausen, un caballero hospitalario del monasterio de Antvorskov, comenzó a predicar doctrinas luteranas en Viborg. En los años siguientes, el movimiento luterano comenzó a extenderse por toda Dinamarca, y aunque el rey Federico I había prometido en un documento luchar contra el luteranismo, no obstante, emitió un edicto a los ciudadanos de Viborg en 1526, obligándolos a proteger a Hans Tausen. La pasividad del rey permitió que monasterios e iglesias fueran atacadas por turbas protestantes. Cuando Federico I murió en 1533 el Consejo del Reino (Rigsråd) no pudo ponerse de acuerdo sobre la elección del nuevo rey, entre el exrey Cristián II de Dinamarca y el hijo luterano de Federico I (luego Cristián III de Dinamarca), quien en 1528 ya había introducido la Reforma protestante en sus dominios de Haderslev y Tørning. El Rigsråd gobernó el país, permitiendo a los obispos decidir qué se podía predicar en sus respectivas diócesis. 
Cuando Cristián III entró en Copenhague el 6 de agosto de 1536 y seis días después dio un golpe de Estado, los tres obispos que habitaban en Copenhague fueron detenidos ese día y el resto fue rastreado e igualmente arrestado. El último arzobispo de Lund en comunión con la Santa Sede, Torben Bille, fue encarcelado el 11 de agosto de 1536. La razón oficial fue su vacilación en elegir a Cristian como rey y otros supuestos actos criminales. Sin embargo, la verdadera razón era que Cristian quería llevar a cabo una Reforma luterana y confiscar las propiedades de los obispos, cuyas ganancias se necesitaban para cubrir los gastos de la guerra civil recientemente terminada. El 2 de septiembre de 1537 el rey Cristian III firmó la orden eclesiástica de los reinos de Dinamarca y Noruega y los ducados de Schleswig y Holstein, etc. En Dinamarca se establecieron siete superintendencias, en sustitución de los anteriores obispados, el cargo de arzobispo de Lund fue abolido y el jefe de la diócesis luterana de Lund, Frans Vormordsen, llevó el título de superintendente, aunque nuevamente recibió el título de obispo en 1611. Después del Tratado de Roskilde de 1658, la diócesis luterana de Lund fue transferida a Suecia.
El obispo Torben Bille estuvo preso durante un año en el castillo de Nykjøbing, hasta que renunció al episcopado y fue liberado. Murió el 27 de diciembre de 1552 (del calendario juliano, es decir: el 6 de enero de 1553 del calendario gregoriano), no fue designado un sucesor católico y la arquidiócesis católica de Lund desapareció de hecho. En 1582 los católicos remanentes en el norte de Europa fueron puestos bajo la jurisdicción del nuncio apostólico en Colonia.

## Episcopologio

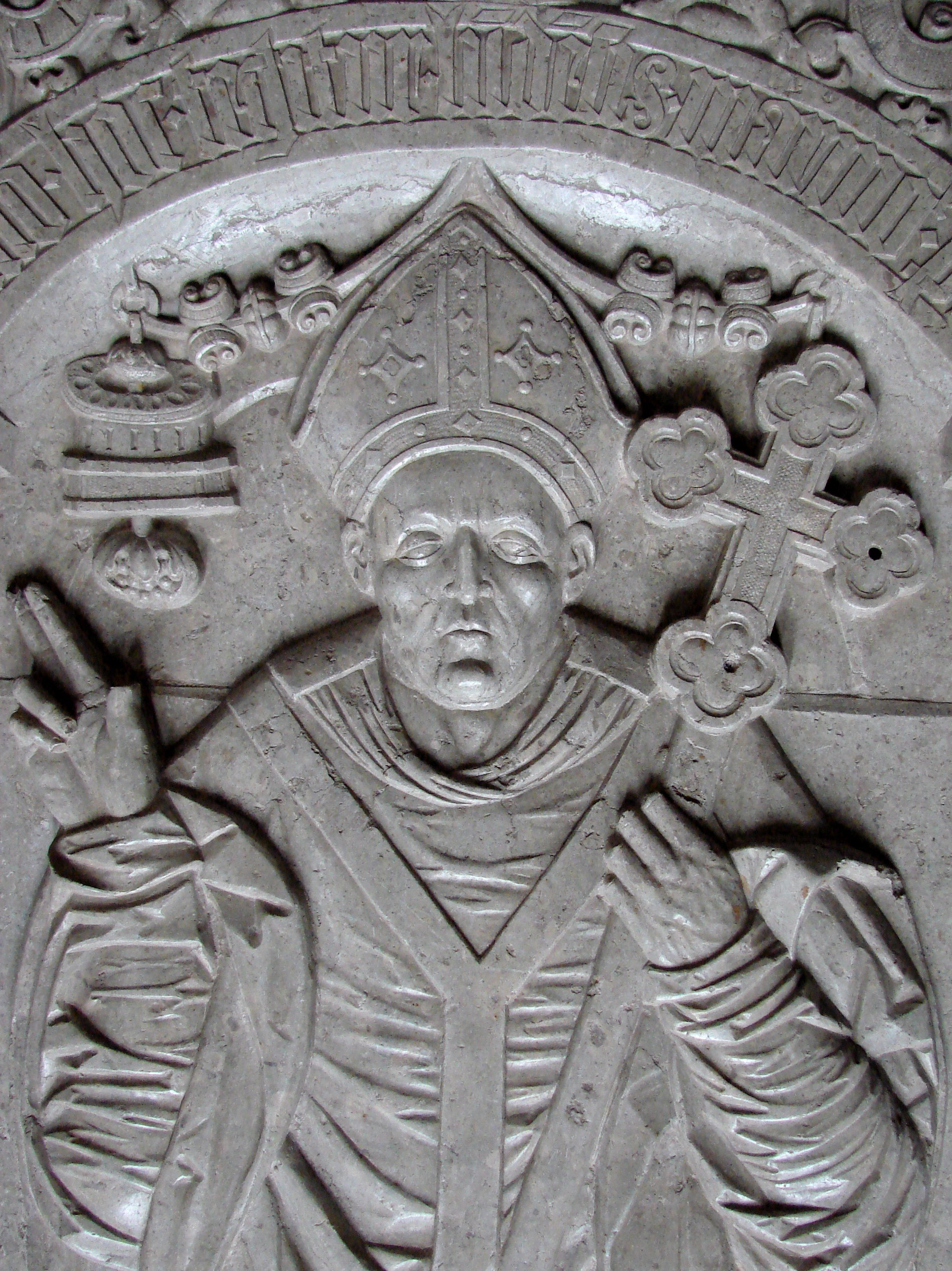
Lápida de arzobispo de Lund Absalon Hvide

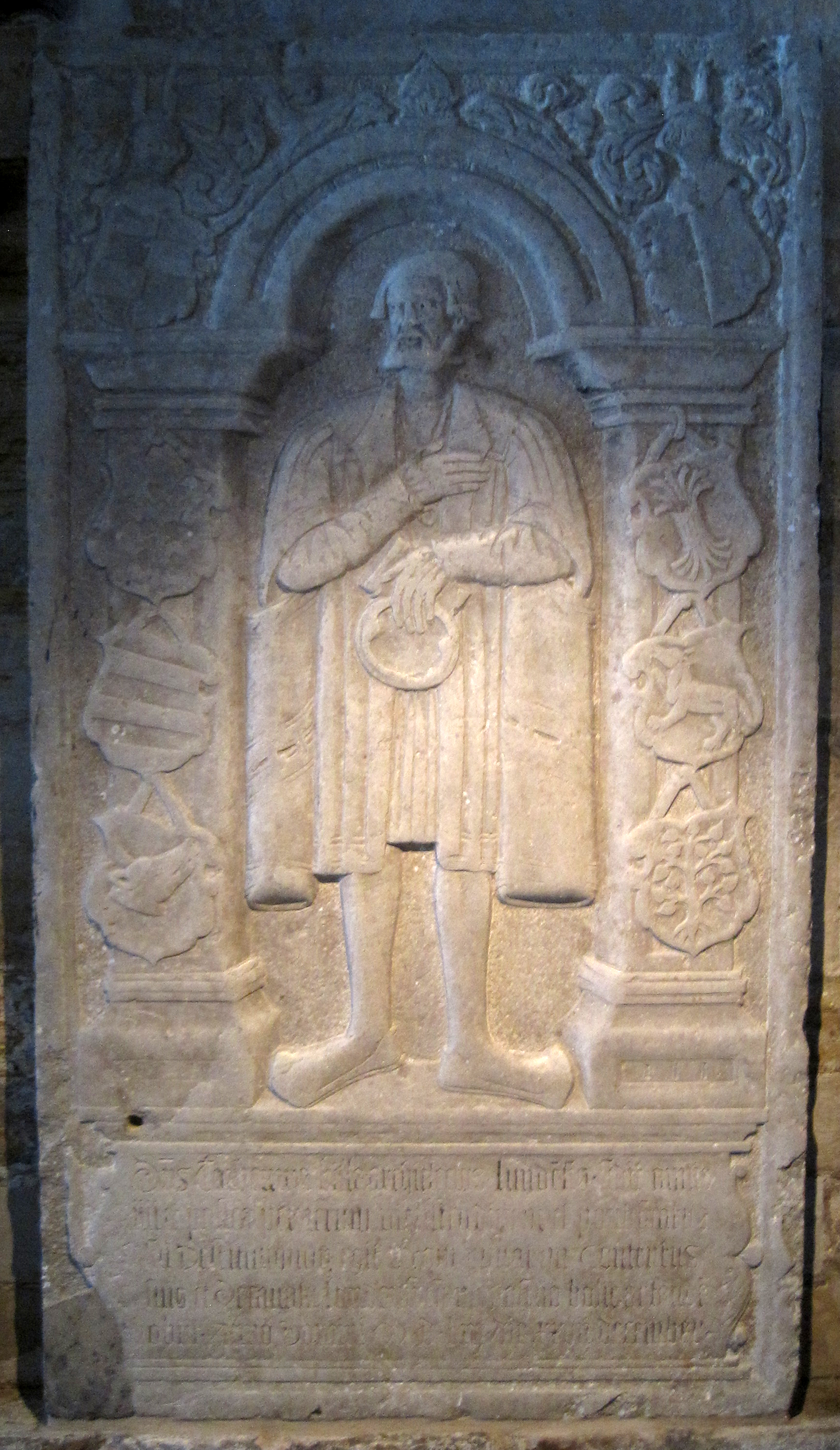
Detalle de la lápida de Torben Bille, último arzobispo católico de Lund, en la cripta de la Catedral de Lund

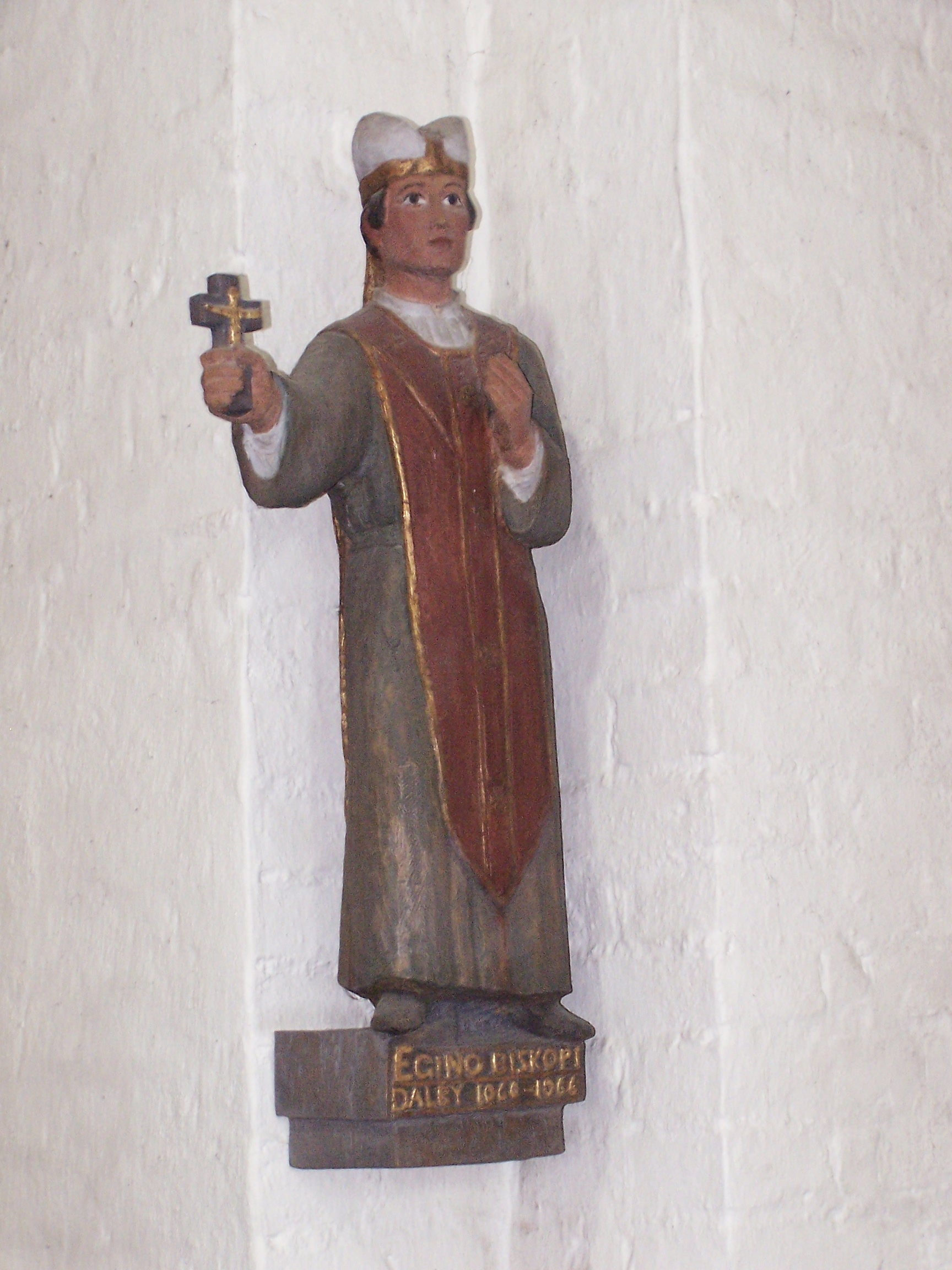
Estatua de madera que representa al obispo Egino

- Henrik † (circa 1048-21 de agosto de 1060 falleció)
- Egino † (antes de 1065-19 de octubre de 1072 falleció)
- Ricwald † (1075-26 de mayo de 1089 falleció)
- Ascer † (18 de noviembre de 1089 consagrado-5 de mayo de 1137 falleció)
- Eskil † (1138-1179 renunció)
- Absalon Hvide † (1179-21 de marzo de 1201 falleció)
- Anders Sunesen † (1201-1223 renunció)
- Peder Saxesen † (11 de enero de 1224-11 de julio de 1228 falleció)
- Uffe Thrugotsen † (1230 consagrado-15 de diciembre de 1252 falleció)
- Jakob Erlandsen † (13 de agosto de 1253-18 de febrero de 1274 falleció)
  - Erlandsen † (15 de abril de 1274-23 de agosto de 1276 falleció) (obispo electo)
- Trugot Torstensen † (13 de enero de 1277-2 de mayo de 1280 falleció)
- Jens Dros † (13 de abril de 1282-28 de abril de 1288 falleció)
- Jens Grand † (18 de marzo de 1290-30 de marzo de 1302 nombrado arzobispo de Riga)
- Isarnus Tacconi † (11 de abril de 1302-12 de junio de 1310 nombrado arzobispo de Salerno)
- Esger Juul † (15 de junio de 1310-17 de enero de 1325 falleció)
- Karl Eriksen † (9 de octubre de 1325-16 de mayo de 1334 falleció)
- Peder Jensen † (27 de febrero de 1336-16 de abril de 1355 falleció)
- Jacob Kyrning † (5 de octubre de 1355-23 de enero de 1361 falleció)
- Niels Jensen † (25 de octubre de 1361-5 de febrero de 1379 falleció)
- Magnus Nielsen † (de mayo de 1379-2 de marzo de 1390 falleció)
- Peder Jensen † (7 de octubre de 1390-31 de diciembre de 1391 falleció)
- Jakob Gertsen † (13 de julio de 1392-18 de abril de 1410 falleció)
- Peder Kruse † (28 de julio de 1410-4 de abril de 1418 falleció)
- Peder Lykke † (7 de octubre de 1418-1436 falleció)
- Hans Laxmand † (21 de mayo de 1436-30 de mayo de 1443 falleció)
- Tuve Nielsen † (7 de junio de 1443-7 de abril de 1472 falleció)
  - Francesco Gonzaga † (7 de abril de 1472-18 de abril de 1474) (administrador apostólico)
- Jens Brostrup † (18 de abril de 1474-2 de junio de 1497 falleció)
- Birger Gunnersen † (9 de mayo de 1498-23 de noviembre de 1519 falleció)
- Aage Jepsen Sparre † (diciembre de 1519-junio de 1532 renunció)
- Jørgen Skodborg † (5 de enero de 1520-1521 renunció)
  - Paolo Emilio Cesi † (6 de febrero de 1520-12 de julio de 1521 renunció) (administrador apostólico)
  - Didrik Slagheck † (12 de julio de 1521-24 de enero de 1522 falleció) (intruso)
  - Johan Weze † (1522-abril de 1523 depuesto) (intruso)
- Torben Bille † (27 de julio de 1532-6 de enero de 1553 falleció)